# 性腺肿瘤伴有环形小管
性腺肿瘤伴有环形小管（英語：Sex cord tumour with annular tubules, SCTAT），是一种罕见卵巢肿瘤，属于性腺间质肿瘤下的一类。

## 病理
性腺肿瘤伴有环形小管，会与黑斑息肉病或其他分散的疾病有关。通常此类疾病均为原发性肿瘤，但也有偶然转移性肿瘤的案例报告。

## 其他图像

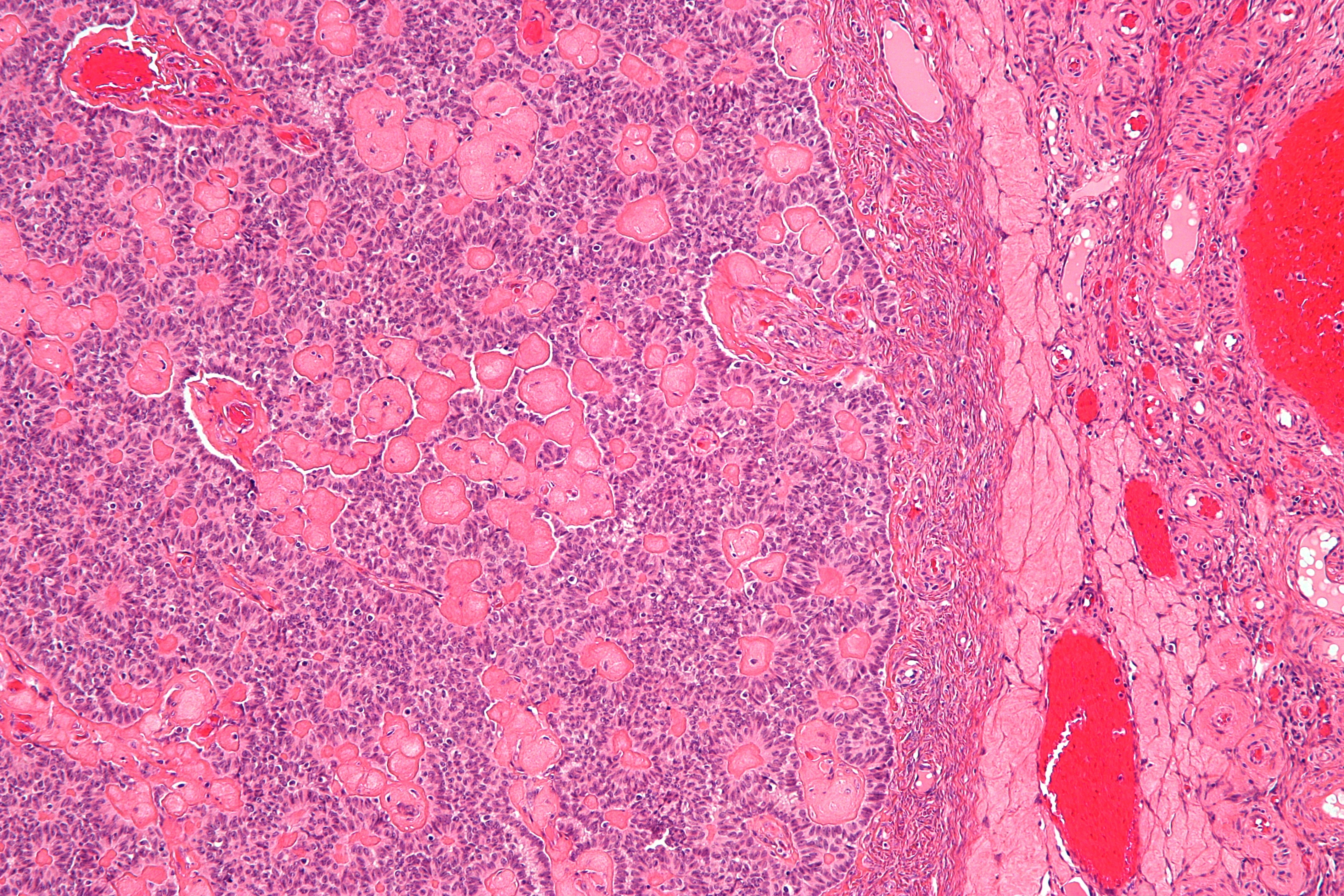
中度显微镜
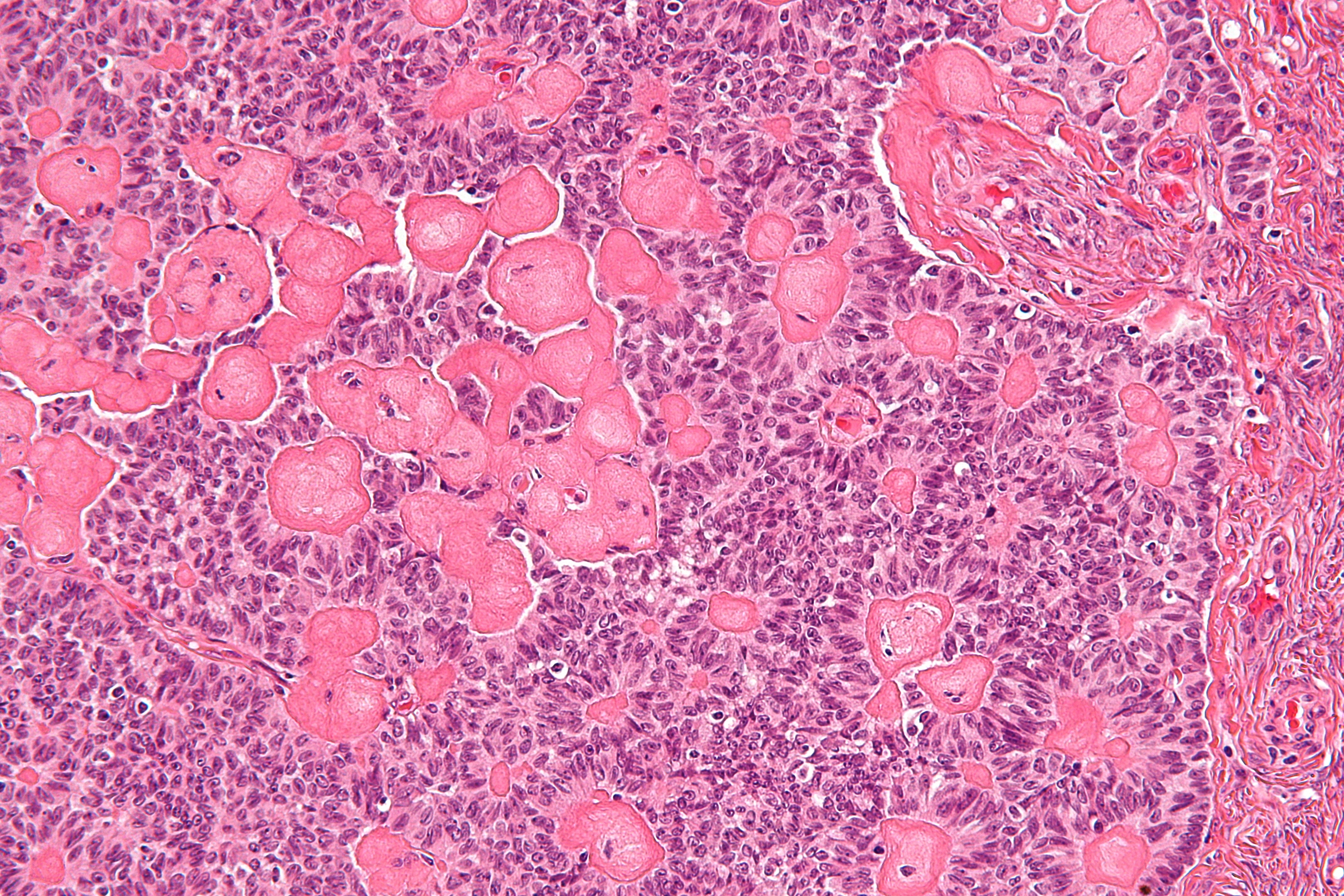
高度显微镜